# Туртапка
Турта́пка — село в составе городского округа город Выкса Нижегородской области, входящее в административно-территориальное образование Туртапинский сельсовет.

## География
Село расположено в 13 км на север от города Выкса. С востока Туртапку окружают леса, главным образом хвойные — остатки знаменитых муромских лесов. На западе и северо-западе от села протекает река Ока.

## Название
Существует несколько версий о причине такого названия:
1. связана с разбойниками Тур и Тапка
2. от стар. туртать — беспокоить

## История
В 1 километре от села находится озеро Глубокое, которое, как и расположенные севернее озёра Пискаро и Ореховец, в далёком прошлом представляло собой русло Оки. Места эти заселены людьми с давних пор. Обнаруженные у озёр Глубокое и Ореховец каменные орудия труда (наконечники стрел, копий, ручное рубило, каменный нож и другая керамика) имеют 5-тысячелетнюю давность. Производивший в 1976 году раскопки у озера Глубокое профессор О. Н. Бадер отметил наличие здесь не менее 5 стоянок древних людей. На озере Глубоком открыто селище славян XII века.
Первое письменное упоминание о селе (тогда деревня Туртапино) относится к 9 марта 1570 года. В этот день владельцы села помещики Борисовы из Мурома подарили его Муромскому Борисоглебскому монастырю «по своих родителях и по своих душах впрок без выкупа в наследие вечных благ».
В окладных книгах 1676 года деревня Туртапка входила в состав Решновского прихода, в ней было 10 дворов крестьянских и 1 бобыльский.
В 1764 году Туртапка была отобрана у Борисоглебского монастыря и стала казённой, государственной, оказавшись в подчинении потом Муромского окружного управления государственных имуществ Владимирской губернии. Она никогда не была помещичьей, но находилась между графскими землями и лесами П. С. Уваровой, которой принадлежали Карачарово, где она жила, а также Змейка, Липня, Саваслейка, Большое Окулово.
Население Туртапки росло и, будучи окружённым со всех сторон помещичьими владениями, оно испытывало острую нужду в земле. В 1840 году была принята попытка получить разрешение на пользование пустошью Гридиной, отходившей при размежевании земель в Нижегородскую губернию, которой крестьяне пользовались до этого и которая находилась на расстоянии 150 саженей от села, то есть немногим более 300 метров. Из старожилов лишь Михаил Петрович Рыжов слышал о Гридиной, но где именно та находилась, он не знал. Вероятнее всего, пустошь Гридина давно вошла в территорию села, и название её затерялось в памяти потомков.
Правительствующий Сенат, рассмотрев дело «Об отыскиваемой крестьянами деревни Туртапки в своем владении пустоши Гридиной» заключил: «Владимирской губернии Муромского уезда деревни Туртапки казённым крестьянам в иске их пустоши Гридиной в дачах Нижегородской губернии Ардатовского уезда Ризадеевской волости настоящей отказать».
В 1887 году имелось 2 смоляных и дегтярных заведения, мелочная лавка.
В 1914 году — смоляное заведение, 2 кузницы, 2 бакалейные лавки, мелочная лавка.
Поимённый список домохозяев Туртапки за 1908 год свидетельствует о дальнейшем расслоении села, об имущественном неравенстве, а также о бедности её жителей. Домохозяевами называли тех, кто имел свой дом или самостоятельную квартиру для своей семьи. Как показывает данный список, на селе в то время было 325 душ.
Чтобы прокормиться, приходилось заниматься промыслами. В «Материалах по оценке земель Владимирской губернии» за 1913 год сообщается, что в Туртапке 139 лиц занимались заготовкой и вывозом леса, принадлежавшего графине Прасковье Сергеевне Уваровой, 14 лиц плели лапти, 6 значились разнорабочими на заводе. Среди женских промыслов стояли прочерки, кроме графы «Нищие и шляющиеся» — 6 единиц.
В конце XIX — начале XX века деревня входила в состав Липенской волости Муромского уезда Владимирской губернии, с 1921 года — в составе Кулебакской волости Выксунского уезда. В 1859 году в селе числилось 72 дворов, в 1905 году — 178 дворов. 
Весть о победе революции пришла из уездного центра — города Мурома.
«Декрет о земле» вступал в силу. Крестьяне получали бывшие графские уваровские угодья и леса.
Не всегда на местах вопрос о наделении землёй решался согласно положениям нового законодательства. В Липинский волостной совет с прошением обратилась жительница Туртапки Анна Васильевна Лазарева с дочерьми Анной — 5 лет к Марией — 3 года, поскольку ей «не выделили земельного пая» по старой практике — женщинам земли не выделяли. Липинский волостной земельный отдел совета крестьянских депутатов отменил приговор Туртапинского сельского схода от 29 апреля 1918 года и вменил ему в обязанность «наделить землёй Лазареву с дочерьми наравне с прочими гражданами деревни Туртапки».
Во второй половине 1930-х годов в селе возникают общественные организации, в том числе партийная и комсомольская.
Старейшим в партийной организации был Михаил Петрович Рыжов, который значился членом партии с 1932 года.
На завершающей стадии коллективизации в марте 1934 года 11 семей объединились в коллективное хозяйство (колхоз), получивший имя Парижской коммуны.
Первым председателем избрали Михаила Сергеевича Перова (1902 года рождения). Сеяли гречиху, просо, лён, овёс, пшеницу, выращивали картофель, капусту, огурцы. Работали в лугах по заготовке сена для общих животных. Кроме этого гнали смолу, выжигали уголь.
Годом основания школы на селе принято считать 1897 год. Попечительствовала тогда над школой графиня П. С. Уварова. Медвежьим углом в деле образования была Туртапка до Октябрьской революции. Великая Отечественная война также сказалась на образовании, семилетняя школа была закрыта. Только послевоенный всеобуч, в том числе средний, позволил деревенским школьникам учиться, получать не только среднее, но и высшее образование. Тысячи выпускников Туртапинской школы, которой в 2007 году исполнилось 110 лет, живут и работают в разных уголках России.
С 1929 года деревня являлась центром Туртапского сельского совета Выксунского района Горьковского края, с 1936 года — в составе Горьковской области, с 2011 года — в составе городского округа город Выкса.

## Население
| 1859 | 1897 | 1905  | 1999 | 2002 | 2010  |
| ---- | ---- | ----- | ---- | ---- | ----- |
| 507  | ↗905 | ↗1004 | ↘924 | ↘911 | ↗1018 |

## Инфраструктура
В селе расположено отделение Почты России (индекс 607032).